# Commission de la relève de la Coalition avenir Québec
La Commission de la relève de la Coalition avenir Québec (CRCAQ) est l’aile jeunesse de la Coalition avenir Québec, un parti politique provincial au Québec. Elle a pour objectif de regrouper tous les membres de la Coalition âgés entre 16 et 30 ans afin de s’assurer que les prises de position de la CAQ se prennent toujours dans une perspective d’équité intergénérationnelle.

## Historique
À la naissance de la Coalition avenir Québec, le premier exécutif de la CRCAQ a été nommé par François Legault. Tout d'abord, Laurence R Fortin est nommée présidente et Georges Alexandar, vice-président. Ils sont rejoints par Émilie Deschenes à titre de vice-présidente femme, Alexandre Brassard comme responsable des communications et médias sociaux, Mao-Pier Héraut, responsable des finances, Simon Laliberté comme responsable aux affaires politiques, Dereck Doherty à titre de responsable des campus scolaires et Marc-André Morency comme responsable du membership. À la suite de l'adoption de règlements internes en mai 2013, la présidente, Laurence R Fortin, doit démissionner parce qu'elle est à l'emploi d'Éric Caire, député de La Peltrie. Elle est remplacée par Mathieu Lévesque.
Les 31 janvier et le 1er février 2014, la Commission relève organise son premier congrès dans la ville de Québec sous le thème «Fais ta marque». Mélanie Joly est la conférencière invitée. Sa présence, alors qu'elle invitait les jeunes à participer à changer le discours politique, a d'ailleurs suscité une petite controverse quant à une possible candidature avec le parti. David Raynaud est alors élu président en compagnie d'un nouvel exécutif.
Les 12 et 13 septembre 2015, la CRCAQ organise son deuxième congrès à Victoriaville sous le thème «Lève le ton» auquel 250 militants se présentent. À l’occasion du congrès, l’animateur de radio Éric Duhaime donne une conférence sur le thème de l’équité entre les générations et un panel en éducation, auquel participe Tania Longpré, Mario Asselin, Antoine Côté et Jean-François Roberge, se pose la question à savoir si le système d’éducation au Québec est en bonne santé. Elle y vote un cahier de résolution qui propose, entre autres, que le Québec se dote d’une Constitution, de réformer la formation citoyenne au secondaire, d’instaurer un contrat de réussite au collégial et des cibles ambitieuses de réduction de gaz à effet de serre.
En septembre 2016, la CRCAQ adopte officiellement sa première régie et en 2017 lors du congrès à Granby, un nouvel exécutif est élu, Kevin Paquette l'emportant au poste de président. 
Les 17 et 18 août 2019, le premier congrès jeunesse sous le gouvernement Legault a lieu et voit le président sortant Kevin Paquette passer la présidence à Keven Brasseur, élu par acclamation lors du congrès à Sherbrooke.
En octobre 2022, Keven Brasseur annonce son départ de la Commission Relève à titre de président, et passe le poste de président à Victor Pelletier, qui fut élu par acclamation le 26 novembre 2022.

## Fonctionnement

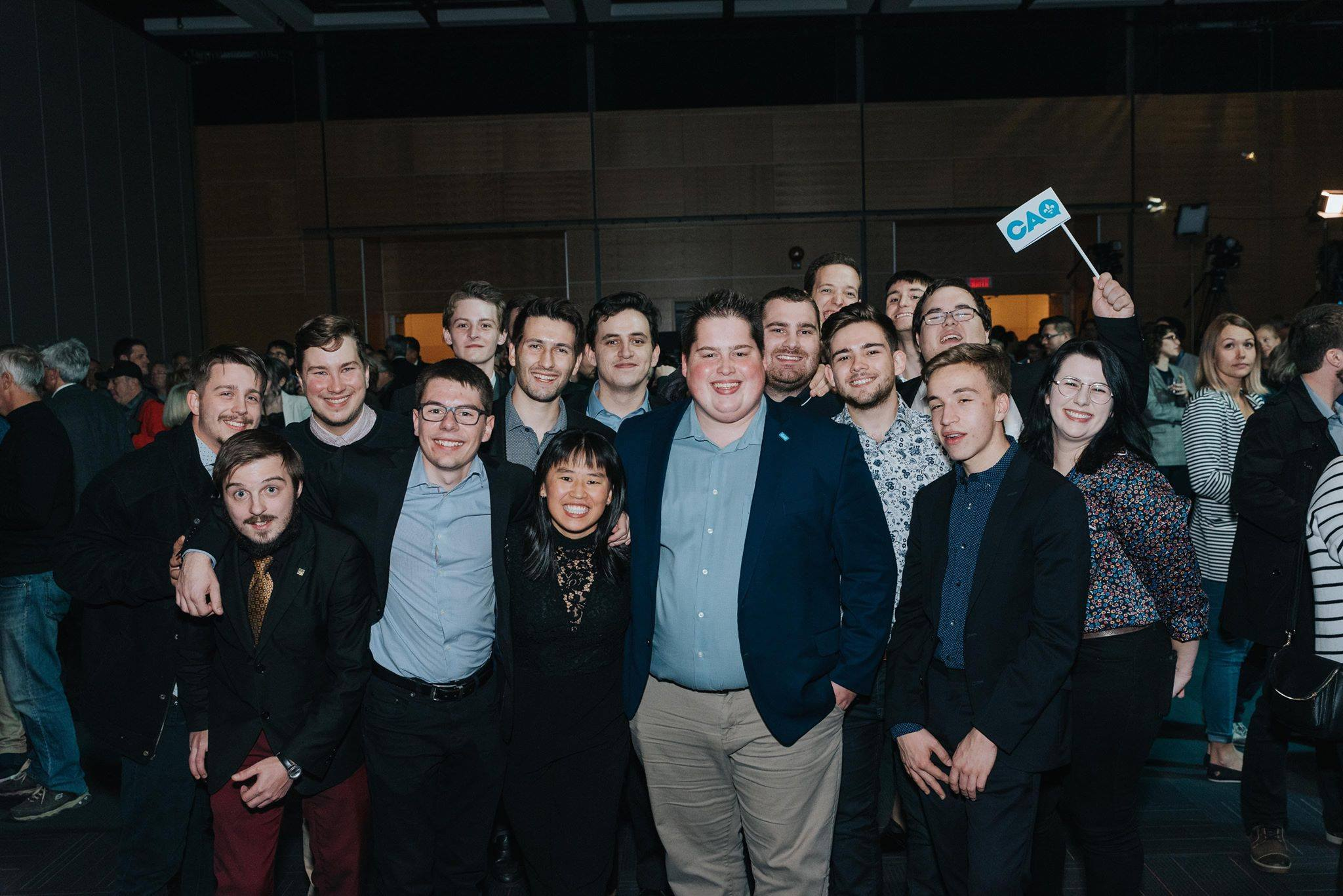
Le Relève qui célèbre la victoire historique de la CAQ le 1er octobre 2018, avec au centre de la photo le président de l'époque Kevin Paquette.

Les buts et principes de la CRCAQ sont d’encourager et coordonner l’action politique des membres jeunes, de défendre et promouvoir leurs intérêts, d’élaborer, diffuser et mettre en œuvre des positions propres à la CRCAQ auprès de la jeunesse québécoise; de participer à l’élaboration, la diffusion et la mise en œuvre du programme de la CAQ auprès de la jeunesse québécoise; et de promouvoir l’élection de candidats officiels de la CAQ à l’Assemblée nationale du Québec. 
Le congrès de la relève de la Coalition avenir Québec, qui s’est tenu à Victoriaville le 12 et le 13 septembre, aura été l’occasion pour près de 250 jeunes d’élire le nouveau conseil exécutif.

### Responsables régionaux

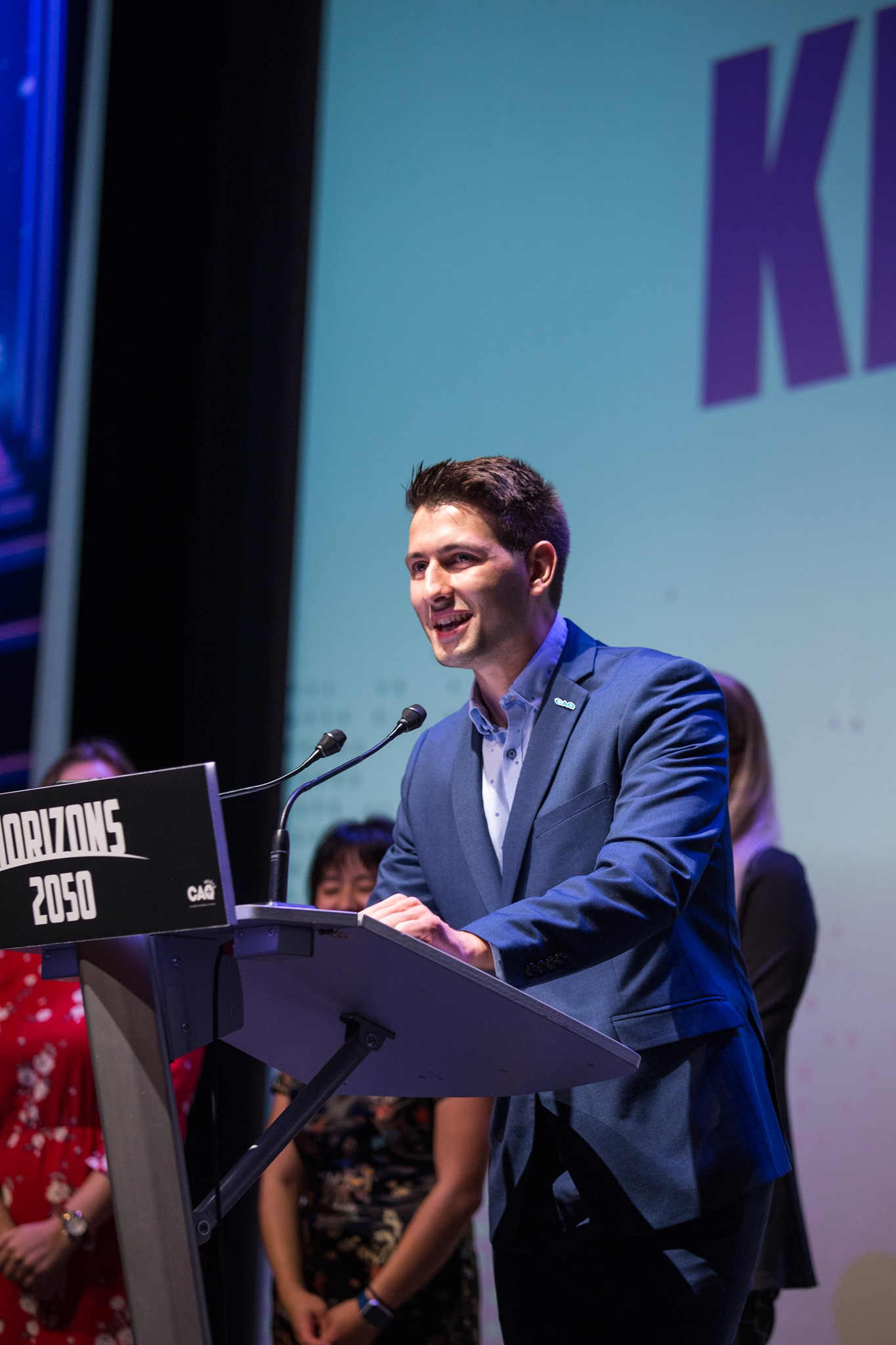
Le président, Keven Brasseur, en 2019

Les Responsables régionaux de la CRCAQ ont la responsabilités de superviser les membres jeunes sous leur juridiction, d’aider les directeurs des comités d’action locaux sous leur juridiction, d’aider à la coordination au niveau local des évènements et des politiques initiés par le Conseil Exécutif de la CRCAQ, d’organiser des activités locales pour les membres de la région sous leur juridiction et de relayer au Conseil Exécutif de la CRCAQ toute suggestion, proposition ou motion qui leur est soumise par un membre.